# Etnociência

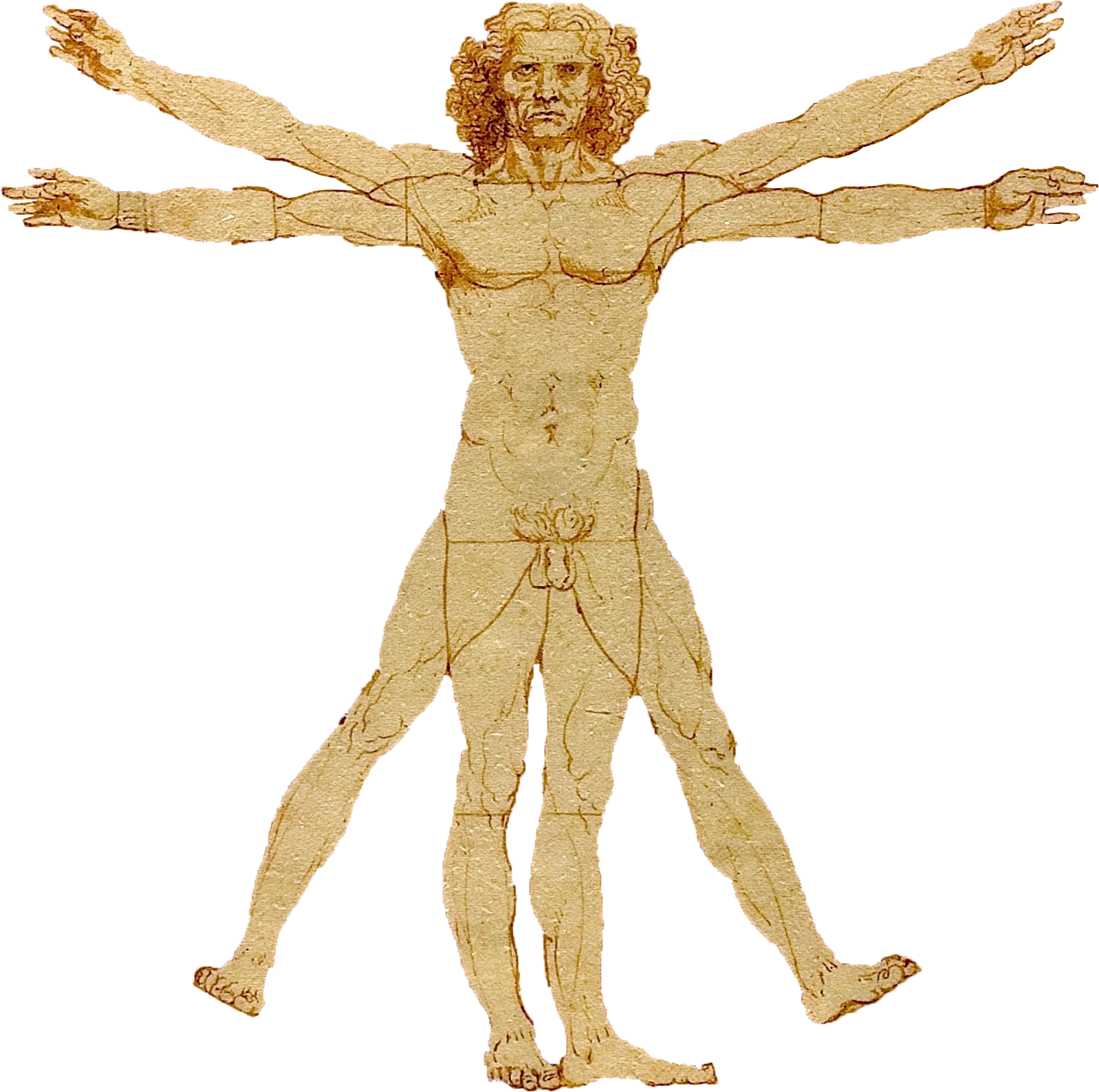
O Homem Vitruviano, criado por Leonardo da Vinci entre 1485-90 e atualmente localizado na Galleria dell'Accademia em Veneza

Etnociência, também chamada antropologia cognitiva (do inglês: cognitive anthropology), um termo do campo mulidisciplinar da antropologia (cultural) e etnologia, que surgiu na década de 1950/1960 sem definir um conceito concreto. O conceito da etnociência abrange no sentido amplo aspectos da: etnobiologia, etnolinguística, etnobotânica e outros relacionados. Esta contribui para o estudo do conhecimento tradicional; conhecimento das populações humanas acerca do mundo natural e as taxonomias populares. Termo que conquistou modernamente um espaço nas pesquisas no ramo das ciências naturais, quando referemse às sociedades indígenas, observa-se o uso dos termos "ciência indígena" e "cultura indígena".
As relações de conhecimento e ação entre populações humanas e seu ambiente resultam em correlações entre diversidade biológica e cultural e estas têm sido consideradas em temas interdisciplinares, principalmente em ciência ambiental, ecologia humana, economia ecológica, ecologia política, sociologia ambiental e outras. Entre as etnociências, está a etnobiologia, que trata das percepções, usos e classificação das pessoas no meio ambiente. Isso inclui o estudo dos tipos e usos dos recursos e a lógica que está por trás deste classificação.